# Gerd Cintl
Gerd Cintl   (Düsseldorf, 11 de desembre de 1938 - Düsseldorf, 26 de desembre de 2017) fou un remer alemany que va competir durant les dècades de 1950 i 1960.
El 1960 va prendre part en els Jocs Olímpics d'Estiu de Roma, on guanyà la medalla d'or en la prova del quatre amb timoner del programa de rem. Formà equip amb Horst Effertz, Klaus Riekemann, Jürgen Litz i Michael Obst. En el seu palmarès també destaquen dues medalles al Campionat d'Europa de rem: de plata el 1958 en la prova del dos sense timoner i d'or el 1959 en la prova del quatre amb timoner. Guanyà tres campionats alemanys, dos el 1958 i un el 1959.